# Marian Kwapiński
Marian Kwapiński (ur. 8 grudnia 1947 w Poznaniu) – polski archeolog, konserwator zabytków i muzealnik, doktor nauk humanistycznych. W latach 1983–1991 dyrektor Muzeum Archeologicznego w Gdańsku, w latach 2004–2012 Pomorski Wojewódzki Konserwator Zabytków.

## Życiorys
Absolwent XXI Liceum Ogólnokształcącego w Zielonej Górze. W 1970 ukończył studia archeologiczne na Uniwersytecie Adama Mickiewicza w Poznaniu, zaś w 1978 na tej samej uczelni obronił pracę doktorską. Po studiach, od 1970 był pracownikiem Muzeum Ziemi Lubuskiej w Zielonej Górze, od 1978 dyrektorem. W 1983 objął stanowisko dyrektora Muzeum Archeologicznego w Gdańsku, po zmarłym Leonie Janie Łuce; funkcję tę pełnił do 1991. Następnie dalej pracował w Muzeum Archeologicznym na stanowisku koordynatora programów kulturoznawczych. W 2004 został powołany na stanowisko Pomorskiego Wojewódzkiego Konserwatora Zabytków, na stanowisku tym pozostał do 2012.
Jest autorem wielu prac z dziedziny archeologii i historii kultury, m.in. Analiza taksonomiczna kultur starszej połowy epoki brązu w dorzeczu Odry (1985), Korpus kanop pomorskich (1999), Kolekcja kanop pomorskich w dawnych zbiorach gdańskich (1995).
Od 1976 do 1980 tajny współpracownik Służby Bezpieczeństwa PRL o pseudonimie „Apollo” na stanie WUSW/KWMO w Zielonej Górze. Później TW „Apollo” był na stanie WUSW/KWMO Gdańsk do 1989.

## Odznaczenia
- Srebrny Medal „Zasłużony Kulturze Gloria Artis”[6] (2015)
- Medal „Civitas e Mari”[7]